# خيرمان لاورو
خيرمان لاورو (بالإسبانية: Germán Lauro)‏ هو منافس ألعاب قوى أرجنتيني، ولد في 2 أبريل 1984 في مدينة ترينكيو لايكيون في الأرجنتين.

## وصلات خارجية
- خيرمان لاورو على موقع الاتحاد الدولي لألعاب القوى (الإنجليزية)
- خيرمان لاورو على موقع الدوري الماسي (الإنجليزية)
- خيرمان لاورو على موقع اللجنة الأولمبية الدولية (الإنجليزية)
- خيرمان لاورو على موقع أوليمبيديا (الإنجليزية)
- خيرمان لاورو على موقع اللجنة الأولمبية الأرجنتينية (الإسبانية)
- خيرمان لاورو على موقع اللجنة الأولمبية الأرجنتينية (الإسبانية)